# 巴里文打
巴里文打是马来西亚霹雳州吉辇县的县府，其北面是槟城州威省威南县的高渊镇，西面是峇眼甸和角头两个沿海村庄，南面是峇眼色海镇，东面是吉打州万拉峇鲁。其中巴里文打跟高渊及万拉峇鲁以吉辇河为界，只要站在巴里文打舊街場的吉輦河畔，過河對岸即是吉打州萬拉峇魯，沿河北上則是檳城高淵市邊園（Taman Sempadan），三地合组成槟吉霹三州的“金三角”，僅兩三分鐘就能橫跨3州。這裡的華裔以潮州及福建閩南後裔居多，日常使用的方言是與檳城相似的潮州話或福建话 。

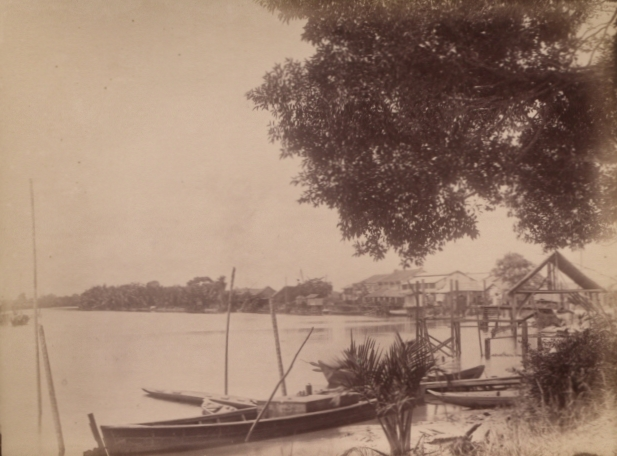
19世紀末的巴里文打

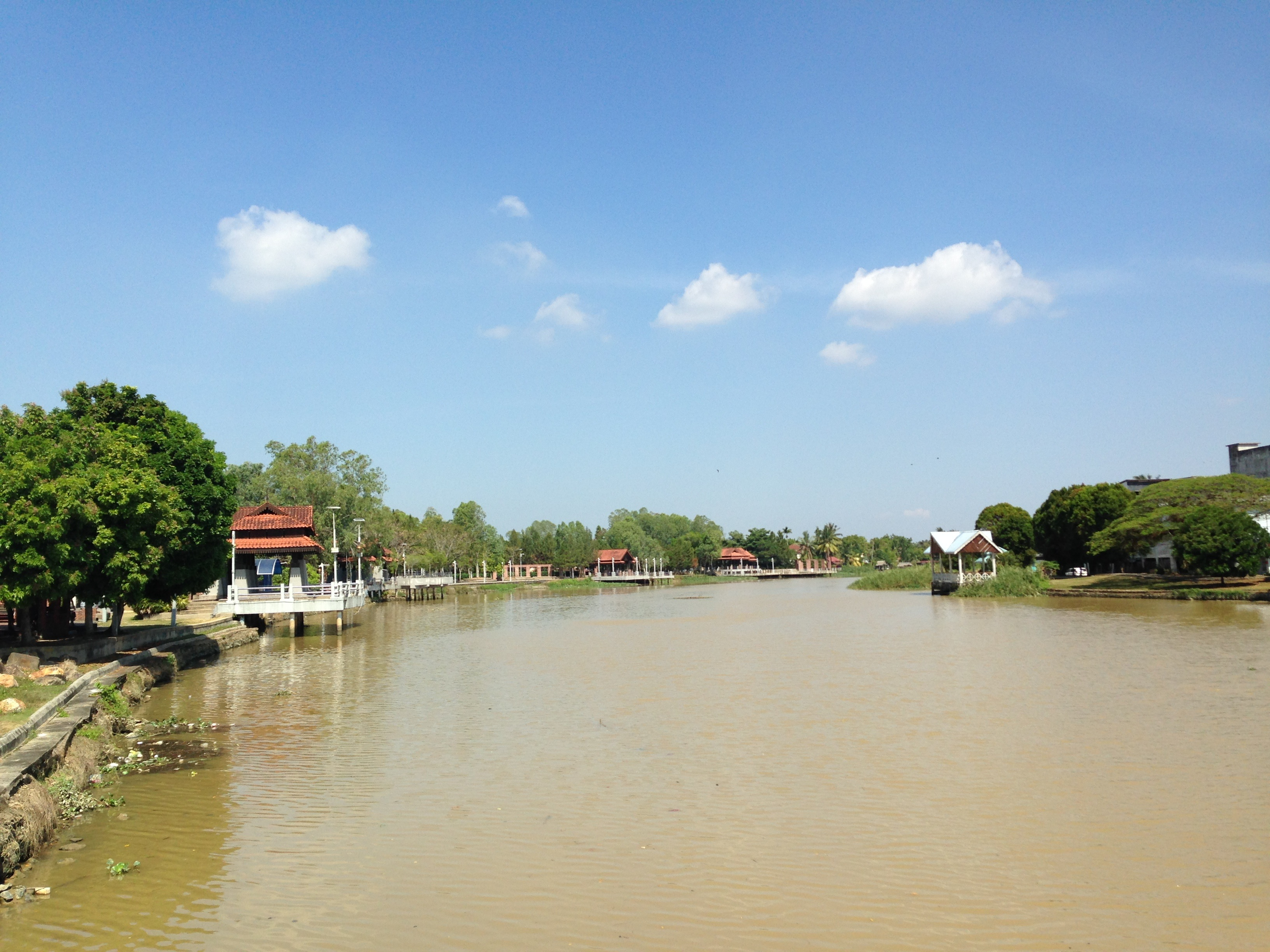
吉輦河

巴里文打旧称新兴港，在19世纪末只是一个种植甘蔗的地方。当时多位华裔先贤如陈永昌、吴应造、黄亚明等，在新兴港开发蔗糖业，并建立了巴里文打旧街场，是当时主要的商业中心。南北大道于20世纪80年代的通车带动了巴里文打的经济发展，加上1993年巴里文打市中心（Pusat Bandar Parit Buntar）建竣後，得益於良好的交通路網，使得不少商店、百貨公司和大型商场纷纷于此设立，造就了不少就业机会，间接使其周边区域新建了许多花园住宅区。这也使吉辇县行政中心从峇眼色海遷移至巴里文打，目前巴里文打已是吉輦縣的行政、交通、教育與工商業中心。

## 名稱
巴里文打的馬來文名為Parit Buntar，意為「圓渠」。巴里文打剛開埠時華人稱爲「新興港」。早期Parit Buntar的中文名稱不一，有音譯的「巴里文打」、「巴列文打」:6、「巴烈文打」、「巴力文打」、「吧里文礁」和「汶礁」（福建话标音Bûn ta）等。此外也有音譯自Krian的「高煙」（Ko-yin），Krian是流經當地的河流名，現今譯為「吉輦」，也是巴里文打所屬縣份之名。
另外，巴里文打也有被稱作「新馬孻」:50或「新峇唻」（福建话标音Sin ba laî）。「馬孻」和「峇唻」都是馬來語balai的音譯，爲「局」或「堂」之意，1905年華民護衛司署官員H. W. Firmstone發表的〈新加坡與馬來半島的中文街名和地名〉一文註明是得名自當地的新警局，以區別於吉輦河對岸的檳城高淵舊警局。現今通稱當地爲「巴里文打」。

## 历史

### 巴里文打舊街場
巴里文打舊街場是巴里文打最早開墾之地區，依畔在吉輦河旁。許多戰前店屋、已有百年歷史的新興港（巴里文打）籃啅公古廟、巴里文打鐘樓、巴里文打英華學校舊校舍等歷史建築皆佇立於舊街場範圍內。当地共有五條道路以當地華裔命名，分別為鄭伯公街（Jalan Teh Peh Kong）、永昌巷（Lorong Weng Cheang）、亞達巷（Lorong Ah Tak）、亞炎巷（Lorong Ah Yam）及巫亞志巷（Lorong Boo Ah Chee），但僅有與籃卓公古廟息息相關的“鄭伯公街”與紀念早期對當地社會做出巨大貢獻的陳永昌之“永昌巷”，其他因歷史資料失傳而不知其與巷弄名稱的由來。隨著巴里文打市中心于1993年啟用後，當地的大巴剎、巴士總站、計程車總站都亦遷入市中心一帶，使得舊街場逐漸沒落，許多空置的房子及店屋已改建為养燕屋。舊街場內的老巴剎據悉是於1932年開始營業，早期的小販多以姓黃為主，主要來自中國廣東省揭陽市的普寧。在1992年巴剎遷至市中心的新巴剎後，該建築後來也遭縣議會拆除，改建成為吉輦縣議會的商業檔鋪。

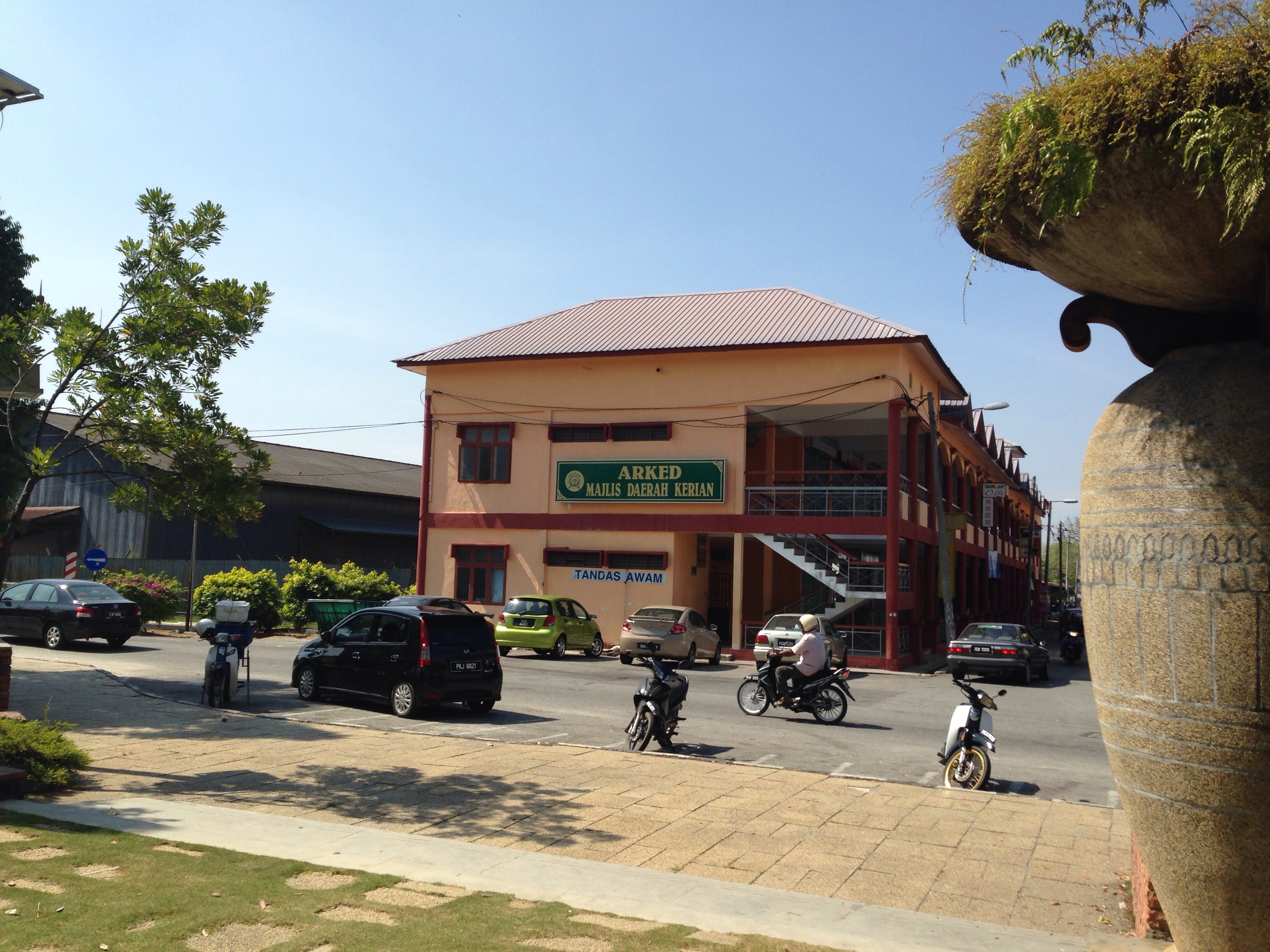
巴里文打老巴剎舊址，目前已改建成為吉輦縣議會檔鋪
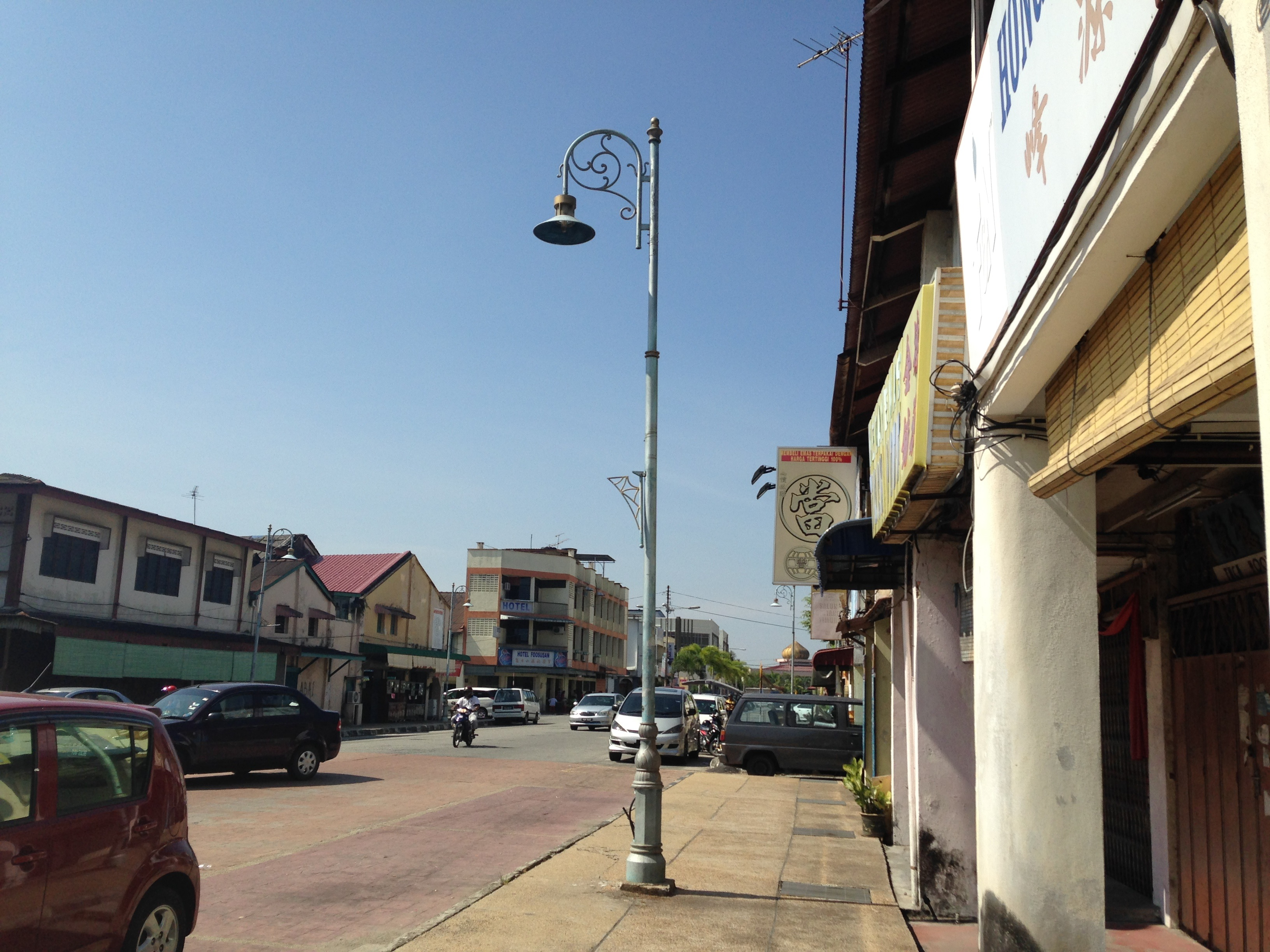
巴里文打舊街場
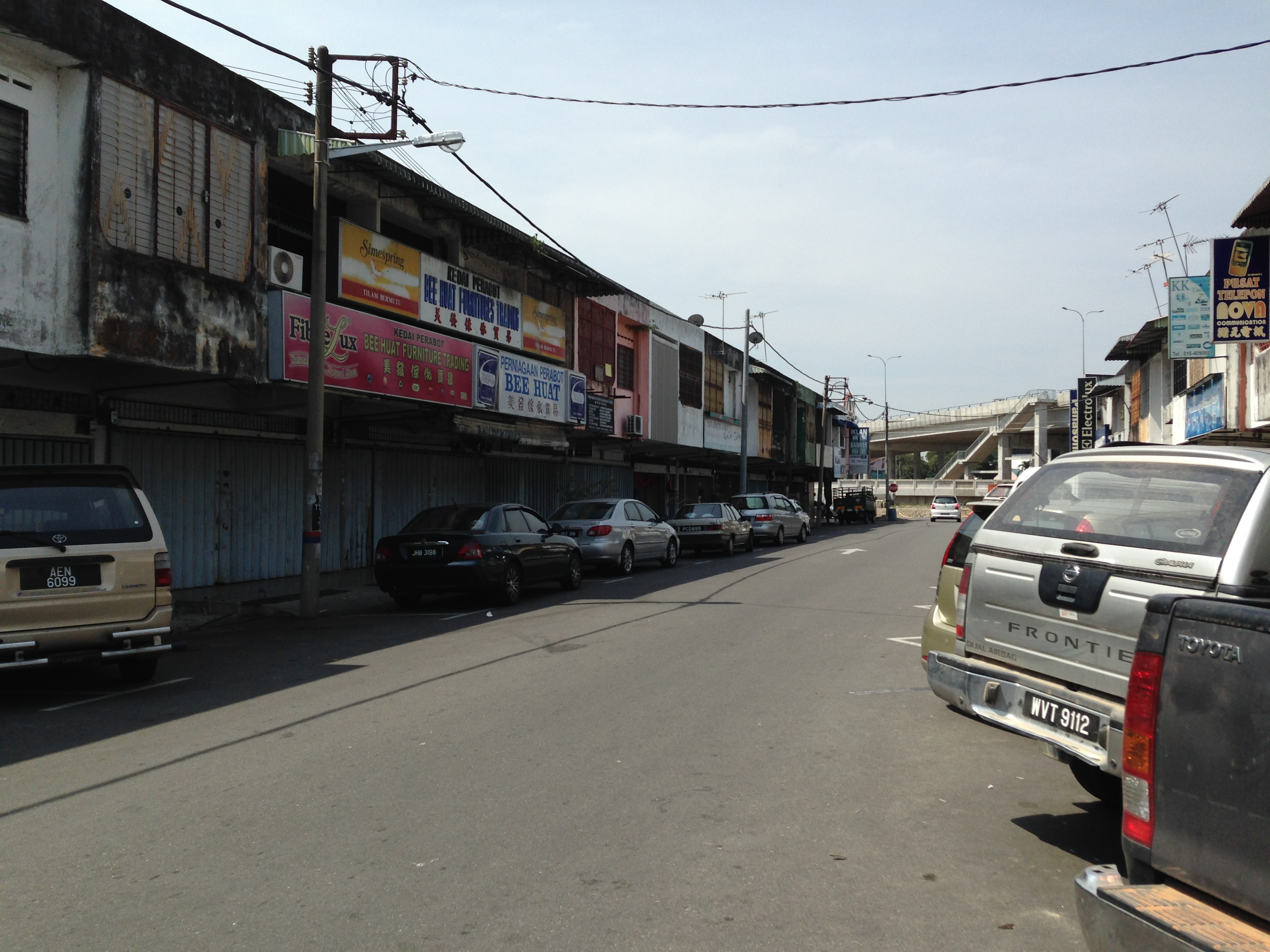
巴里文打舊街場
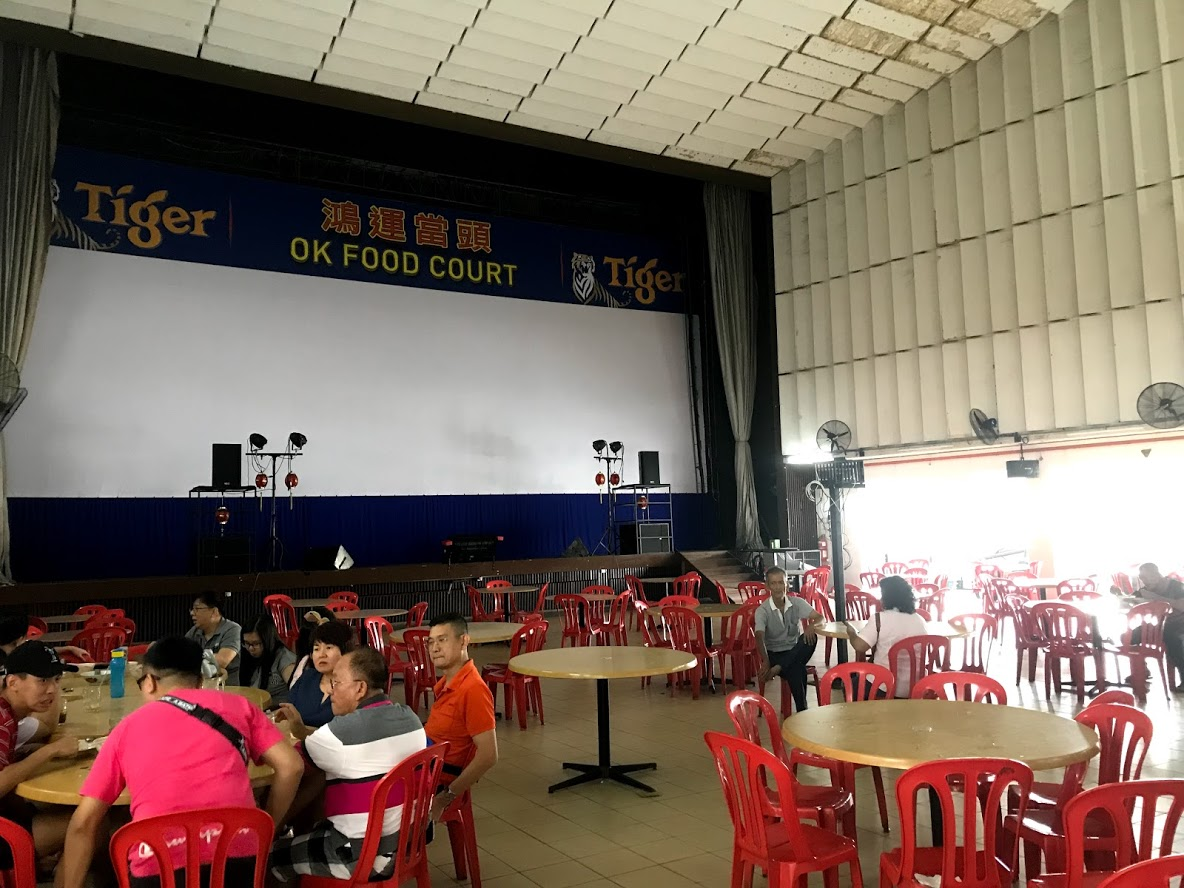
由舊電影院改建而成的美食中心
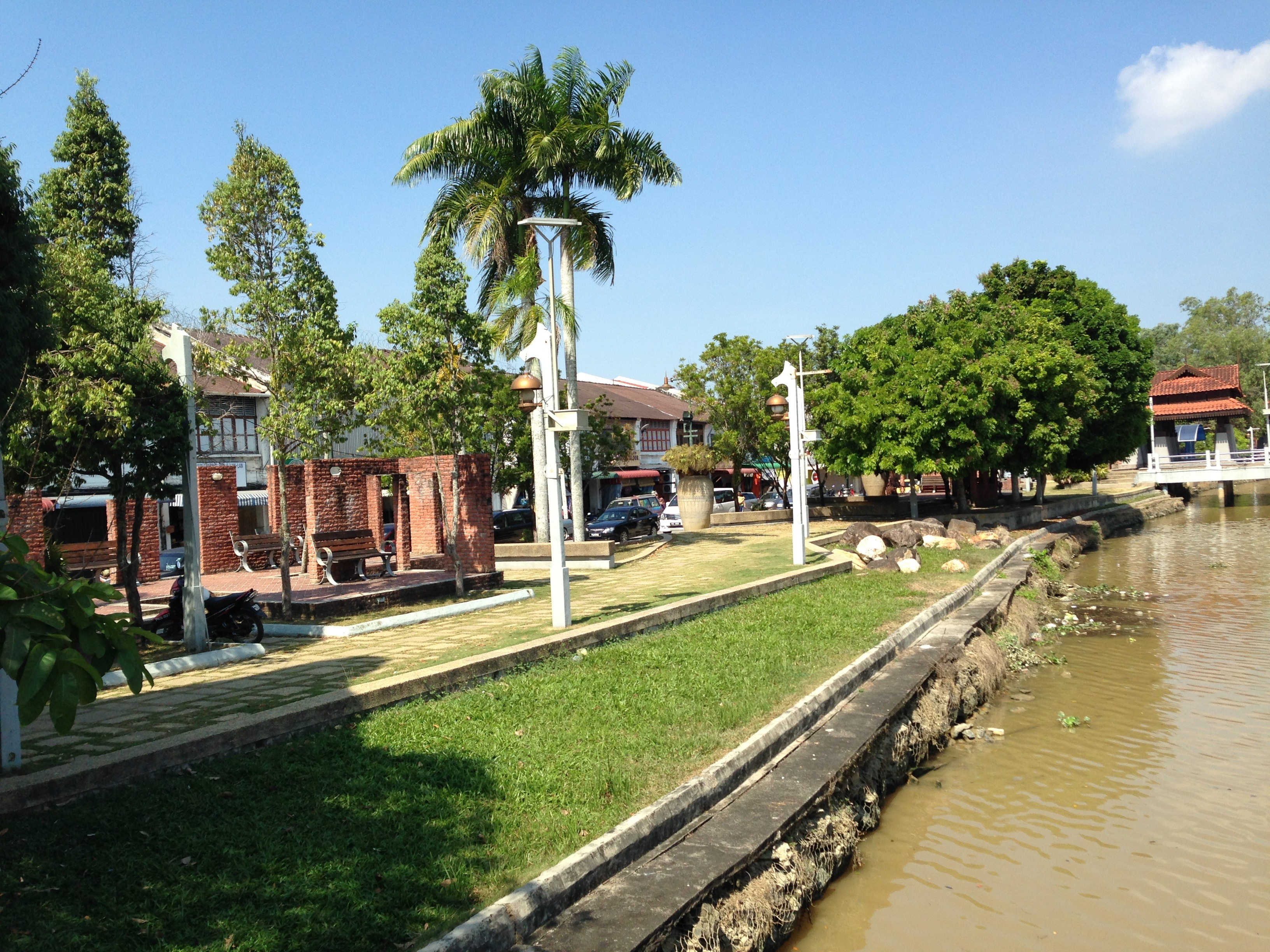
經過整治的吉輦河河濱公園

#### 鄭伯公街
逾在百年前，巴里文打仍是以種植甘蔗為經濟支柱時期，有一位名叫鄭亞文的督工，在新興港（巴里文打之前稱）一帶的蔗園當任管理員，其辦事盡責及認真，深獲當地工人們的尊敬與愛戴。某天當地大片的甘蔗園發生了大火，身為督工的鄭亞文奮不顧身的進入蔗園，搶救出不少受困在蔗園內的工友，但後來他本身卻來不及逃生，而不幸喪生火海，連屍首也找不到。倖存的工友們為紀念鄭亞文的犧牲，而尊稱其為“鄭亞文籃啅公”或“鄭伯公”，並於1884年開始創設新興港（巴里文打）籃啅公廟宇來供奉膜拜。後來，“鄭伯公”也成為了鄰近民眾膜拜祈福的百姓公，而當時的英殖地政府也為表揚他壯烈犧牲、無私奉獻的精神，特將巴里文打舊街場的主要街道命名為“鄭伯公街”。

#### 永昌巷
據歷史資料顯示，早在19世紀末期，多位華裔先賢，如陳永昌、吳應造、黃亞明、黃亞廣等前往在吉輦河一代開發蔗糖業，也帶動巴里文打舊街場的發展，並成為當時主要的商業中心。原名陳茂熾的陳永昌（1841～1909年），籍貫廣東省潮州府揭陽縣官溪古溪下曾村，於1878年與親戚黃亞明一統開設“新合成”公司，將舊街場延至新邦知甲的森林、沼澤地逐漸開墾為甘蔗園，成為當地的巨富，後來也成立“榮昌寶號”公司持續投資當地，其對地方上的發展及社會公益做出極大的貢獻，包括參與舊街場一帶的店屋發展與建立，因此獲得政府當局在其故宅前小巷，以“永昌巷”命名留念。另一方面，其二男陳羅雄局紳、幼男拿督陳羅智局紳也都秉承先父風範，為社會作出不少貢獻，其中陳羅雄局紳為巴里文打新華小學1913年創辦人之一，巴里文打籃啅公廟及華人義山信理員之一，檳榔嶼潮州會館副總理，檳城韓江學校創辦人之一，檳城中華學校副董事長。

#### 巴里文打鐘樓

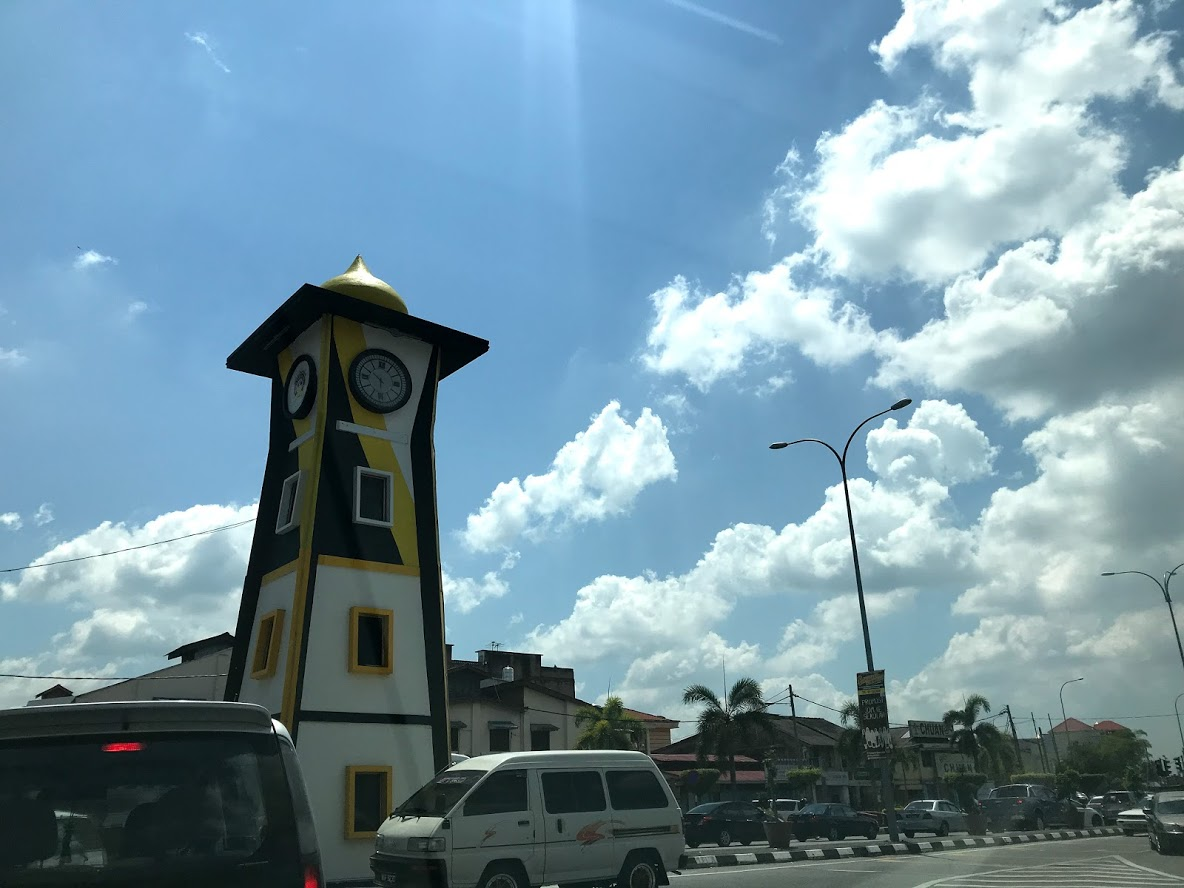
巴里文打鐘樓

位於旧街場交通圈的巴里文打鐘樓，是當地最顯著的地標之一。该钟楼由當地華裔慈善家林宗志報效興建，1961年8月24日啟用，并请来了时任首相东姑阿都拉曼為鐘樓主持啟用典礼。事後，林宗志也陸續在舊街場建設大禮堂、八卦涼亭等，以美化當地環境。原本鐘樓四面皆嵌有時鐘，後來當地縣議會在進行維修工程時，只重新裝上3面時鐘，將其中一面留白。位於吉輦縣議會大操場對面的大禮堂也經過多番整修，已失去原樣，林宗志報效的紀念碑亦消失，而建設在操場的八卦涼亭也已被拆除。

### 巴里文打市中心
巴里文打市中心於90年代開始啟用，當時不少商店、銀行，以及永順百貨（Minat）及萬順購物中心（Billion）纷纷於此設立。1992年起當地的大巴剎、巴士總站、計程車總站都亦陸續遷入市中心一帶，成為巴里文打一帶新商業中心。其中，位於市中心的沙班達1路（Jalan Shahbandar 1），聚集了20幾间的手機專賣店，成為當地的“手機一條街”。

### 913吉輦河渡輪翻覆慘案
1972年9月13日，吉輦河上曾發生轟動全馬來西亞的渡轮翻覆事件，並造成27人死亡。因巴里文打是鄰近地區的商業及文教中心，每天都有不少住在吉打州万拉峇鲁县的居民通勤前往就學工作，由於两州之間隔著一條260公尺寬的吉輦河，當時並未建設橋樑通往兩岸，因此跨越兩地需要搭乘渡輪，該渡輪需要依靠鋼纜拖拉運作。每年的9月，是馬來西亚半島北部的雨季，由於事發前一日開始下起大雨，至凌晨期間仍豪雨不斷，使得吉輦河水位上漲。上午7時，一艘載著19名學生及20餘名裁縫女工和當地居民，陸續冒雨登上前往巴里文打的渡輪，當渡輪駛向河中央時，湍急的河水突然湧向渡輪，導致渡輪左右搖晃，也導致拖著渡輪的鋼纜負荷不了重量而被扯斷，渡輪失去平衡並翻覆在吉輦河中，甲板上的學生、工人隨著巴士、機車及腳踏車紛紛墜入河裡。警方、消防員、蛙人、大馬工兵、鄰近漁村漁民也都加入大搶救行動，搜救與打撈隊伍經過1天1夜的工作，証實共有27人罹難，14女13男。當載滿吉輦中學的學生巴士最后被打撈起時，其中多名學生被困在內，全車18人僅有1人獲救。慘案發生後，馬來西亞軍方亦派出軍艇負責載送兩地居民。直到1973年開始在吉辇河建設一座鋼筋水泥橋，銜接吉打州南部的万拉峇鲁市镇與巴里文打，吉輦河大橋於1975年5月1日開放給公眾使用。吉輦河的渡輪服務，從此成為歷史痕跡。

## 交通

### 公路
巴里文打境内并无高速公路贯穿，最接近的高速公路（南北大道北段）出口位于吉打州万拉峇鲁，需要使用阿都劳勿路和136号公路前往。可通往沿线城镇。其他主要道路为联邦1号公路，该路位于市区西边，往北可通往槟城，往南则前往怡保或首都吉隆坡。

### 公共交通
巴里文打内设有一处公共巴士总站，位于太平路旁。其中城际巴士由槟城快捷通运营，可前往槟城中环广场。

### 城际轨道
马来亚铁道通勤铁路北马区下的硝山线（Padang Rengas Line），也于巴里文打停留，设有巴里文打站。巴里文打也是KTM电动列车服务（ETS）的主要站点，共有四种路线及商务列车于此停留。

## 经济
由於巴里文打鄰近檳城及吉打州南部,且區內設有量贩店、超市、巴剎、工業區和商業區等，吸引居民跨州前來消費及工作，加上吉辇县的工商業中心，區內經濟活動熱絡。

### 工业
巴里文打境內設有巴里文打工業區（Parit Buntar Industrial Estate），以製造業、農業及農基工業為主，同時吉輦縣已被馬來西亞政府劃入北馬經濟走廊特區（Northern Corridor Economic Region，簡稱NCER），以帶動工業發展。

### 商业
巴里文打一向是吉輦縣、吉南、威南三县居民前来購物消費的商業集中區，巴里文打的商業活動多聚集於90年代初期開發的巴里文打市中心，永順百貨及万顺購物中心已在此開設，宜康省（Econsave）量贩店設於市中心南方。同時，吉辇中环广场（Kerian Central Mall）在舊街場與市中心之間的學校路（Jalan Sekolah）於2014年開始營業，共有3層樓，邁汀（Mydin）霸级市场及mmCineplexes電影院進駐其中，是吉辇县内第一所現代化购物中心。

## 教育
巴里文打设有一所国民型华文中学，名为吉辇国民型华文中学，其校舍有五层高，小学机构则称为新华小学。吉辇国民型华文中学的学生来源为吉辇县内和高渊的华文小学毕业生，并不属于限制学生就读的控制中学。巴里文打也拥有2间华文小学，分別新华小学和知知西廊的民生小学。

## 政治
巴里文打属于巴里文打国会议席，该议席在马来西亚下议院的代表为来自希盟诚信党的慕加希。同时，巴里文打属于知知西廊州议席，该议席在霹雳州议会的代表为哈斯努，现为独立人士。